# Uist
Uist (IPA: [ˈjuː.ɪst] vagy IPA: [ˈuː.ɪst]) más néven The Uists (skót gael nyelven: Uibhist IPA: [ˈiviʃtʲ]) a skóciai Külső-Hebridák középső szigetcsoportja.
North Uistot és South Uistot a keskenyebb Benbecula és Grimsay szigetek kapcsolják össze, és az egész csoportot szokták a The Uists néven emlegetni.
Északról délre a szigetcsoport lakott szigetei a következők: Berneray (Beàrnaraigh), Baleshare (Am Baile Sear), Észak-Uist (Uibhist a Tuath), Fraoch-eilean, Grimsay (Griomasaigh), Flodaigh (Eilean Fhlodaigh), Benbecula (Beinn nam Faoghla), Grimsay, Dél-Uist (Uibhist a Deas), Eriskay (Èirisgeigh).

## Fontosabb települések
A szigetcsoport nagyobb települései a következők:

### Észak-Uist
- Càirinis (Carinish)
- Ceann a' Bhàigh (Bayhead)
- Solas (Sollas)
- Loch nam Madadh (Lochmaddy)

### Benbecula
- Baile a' Mhanaich (Balivanich)
- Creag Ghoraidh (Creagorry)
- Lioniclate  (Liniclate)

### Dél-Uist
- Dalabrog (Daliburgh)
- Loch Baghasdail (Lochboisdale)
- Snaoishabhal (Snishvale)
- Iochdar (Eochar)

## Külső hivatkozások
- Panorámaképek Uistról (QuickTime szükséges)
- Archaeology of Uist - sárkányrepülős légifelvételek Archiválva 2013. november 5-i dátummal a Wayback Machine-ben
- Uist helyi weboldala

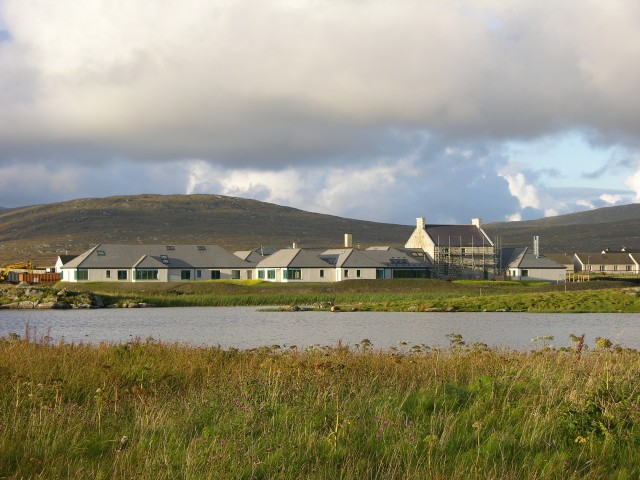
Daliburgh kórháza
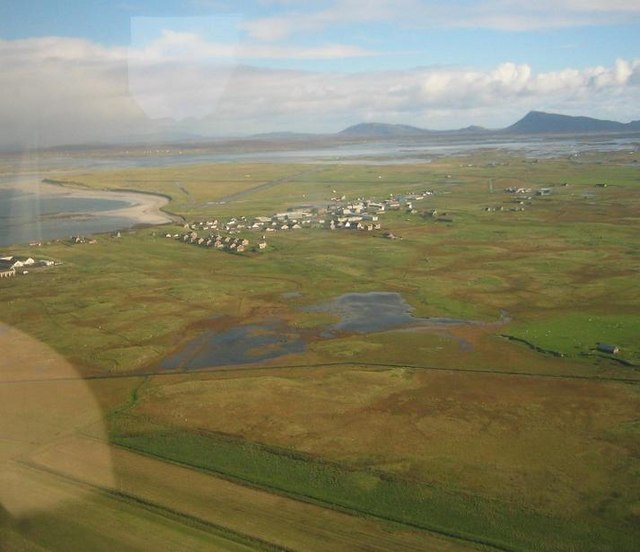
Balivanich a levegőből
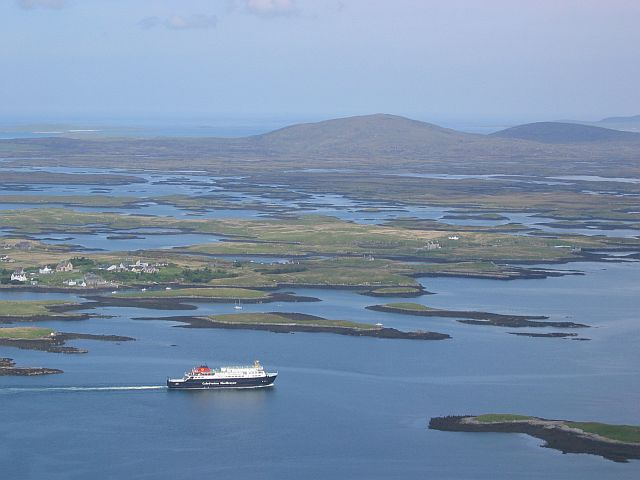
A Caledonian MacBrayne kompja, a MV Hebrides, amint elhagyja Lochmaddy, North Uisti kikötőjét Skye felé